# Szép hegyisáska
A szép hegyisáska (Arcyptera fusca) a sáskafélék családjába tartozó, Eurázsiában honos sáskafaj.

## Megjelenése
A szép hegyisáska testhossza a hím esetében 22-30 mm, a nőstény 29-42 mm. Nagy termetű, zömök alkatú, feltűnően színes sáska. Alapszíne sárgástól az olívzöldig terjed, rajta kontrasztos sötét rajzolattal. A hátsó lábszár és a comb alja élénkpiros, a fekete térd körül világos gyűrű látható. A torpajzs egyenes (vagy csak kissé befelé ívelő) éleit és gerincét sötét alapon világos vonalak hangsúlyozzák, oldallebenyei alapszínűek. A hím sötét szárnyai túlérnek a hátsó térden, a nőstényé kb. a comb kétharmadáig ér. A hátsó szárny vége sötét (csak nyitott szárnyaknál látható). A hasoldali mellpajzson kis kidudorodás látszik.
Éneke erős és jellegzetes. Néhány nagyon rövid cirpelés gyors sorozatával kezd, amit egy furcsa (csörgőkígyóra emlékeztető) reszelős hang követ, mely kb. 2 másodpercig tart. Ezután újra cirpelések következnek. Repülés közben halk surrogó hangot hallat.

### Hasonló fajok
A sztyepplejtősáska és a tundrasáska hasonlít hozzá.  

## Elterjedése
Eurázsiában honos Dél-Európa és Közép-Európa déli részétől (Pireneusok, Dél-Franciaország, Déli- és Középső-Alpok) a Balkánon és a Kárpát-medencén keresztül egészen Belső-Ázsiáig. Magyarországon az Északi-középhegységben (Börzsöny, Bükk, Aggteleki-karszt, Zemplén) fordul elő 600-700 m felett. 

## Életmódja
Száraz, meleg, napsütötte, csupasz talajszakaszokkal is rendelkező élőhelyek, pl. sovány talajú gyepek, hegyi legelők, erdei tisztások, sziklalejtők lakója. Alapvetően növényevő, de alkalmanként elpusztult rovarokat is fogyaszt.
Kifejlett egyedeivel június végétől október végéig találkozhatunk. A nőstény a talajba rakja petéit, melyekből (néha több) áttelelés után tavasszal kelnek ki a lárvák. A lárvák 5 fejlődési stádiumon mennek át, míg imágóvá válnak. 
Magyarországon védett, természetvédelmi értéke 10 000 Ft.

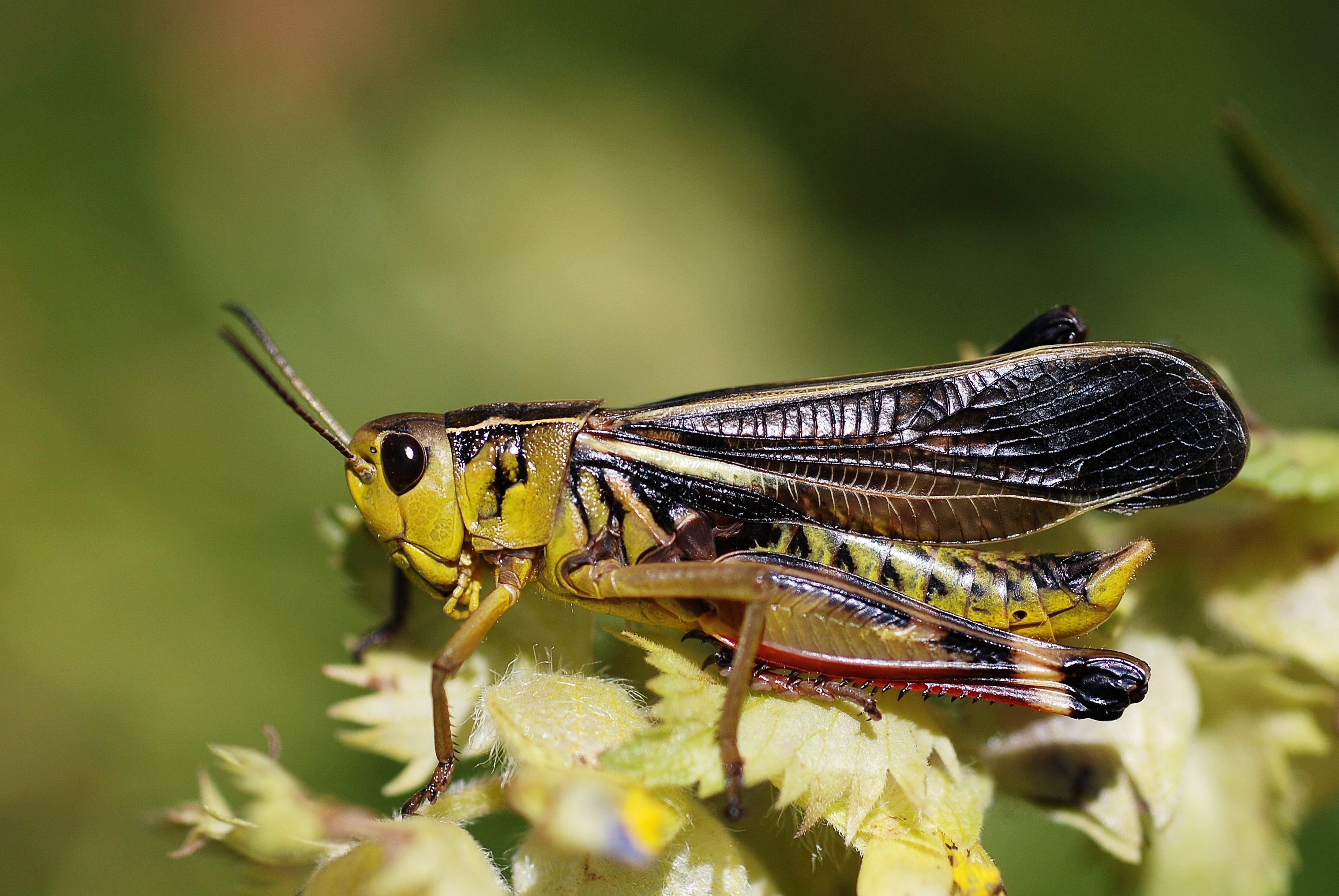
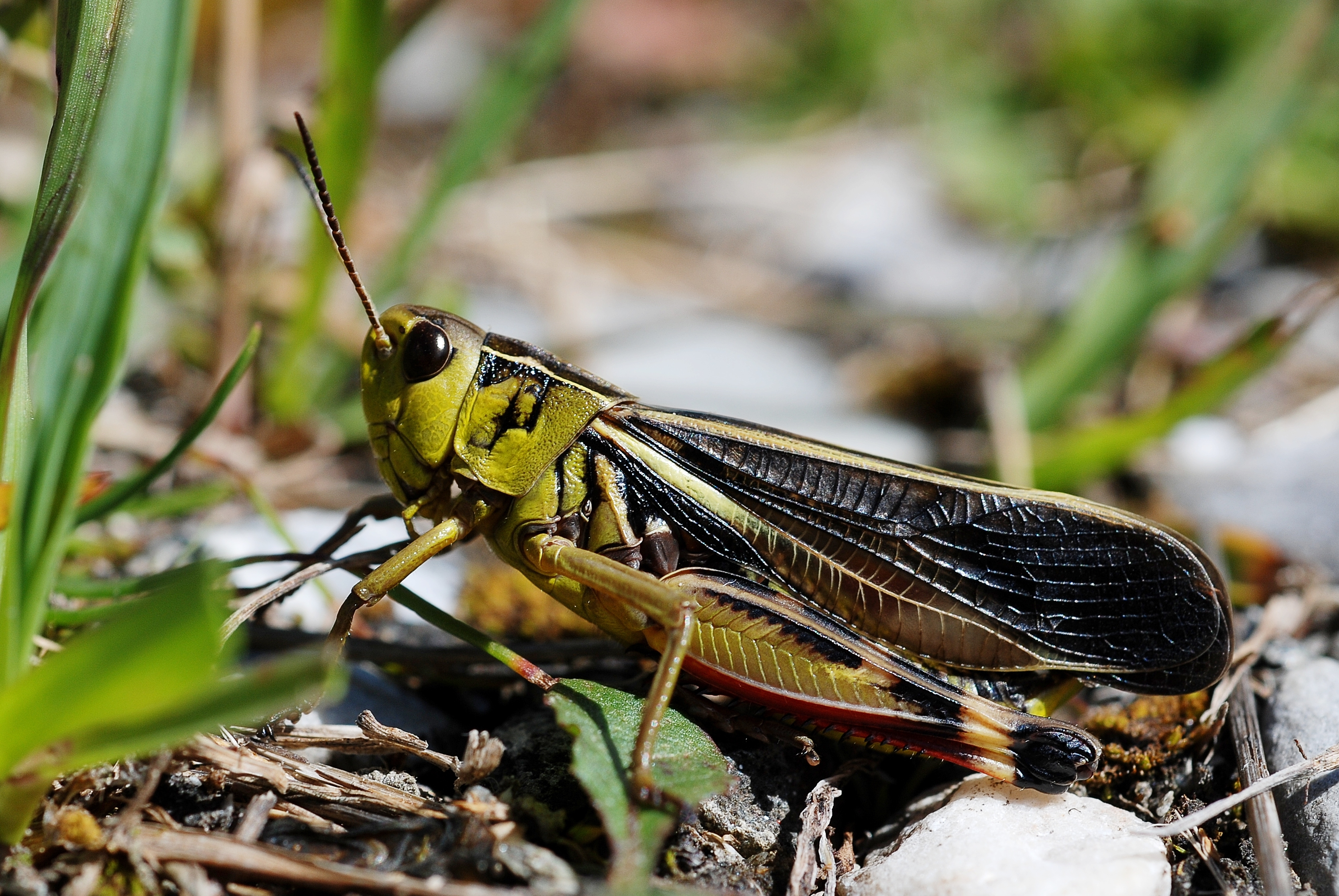
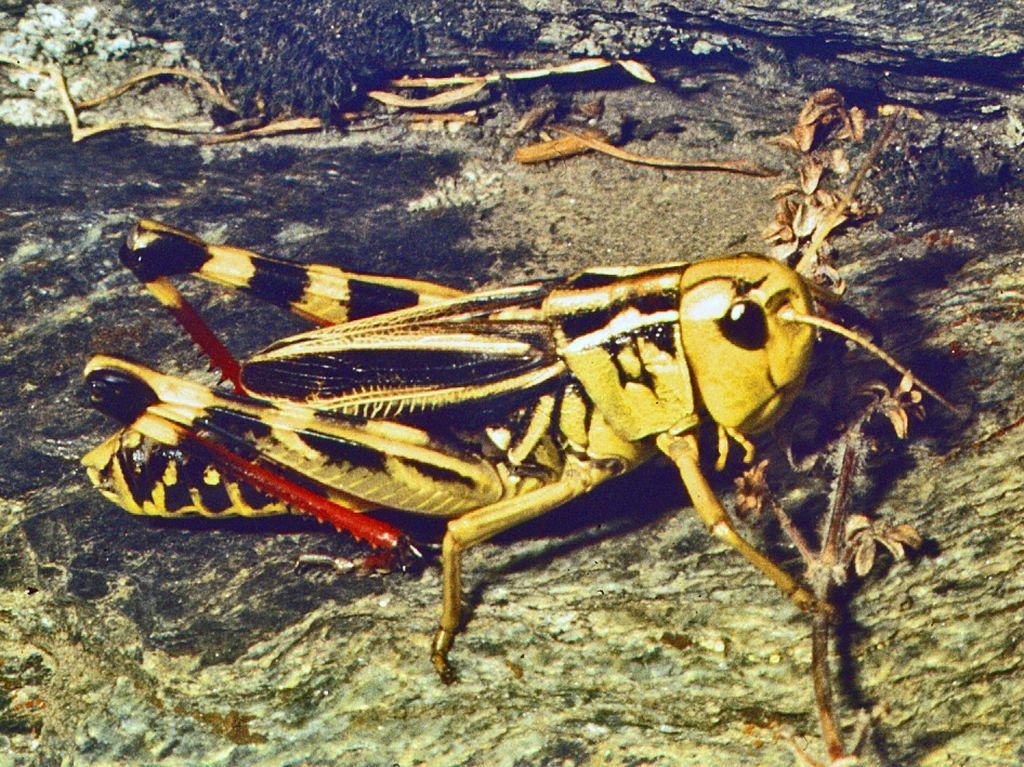
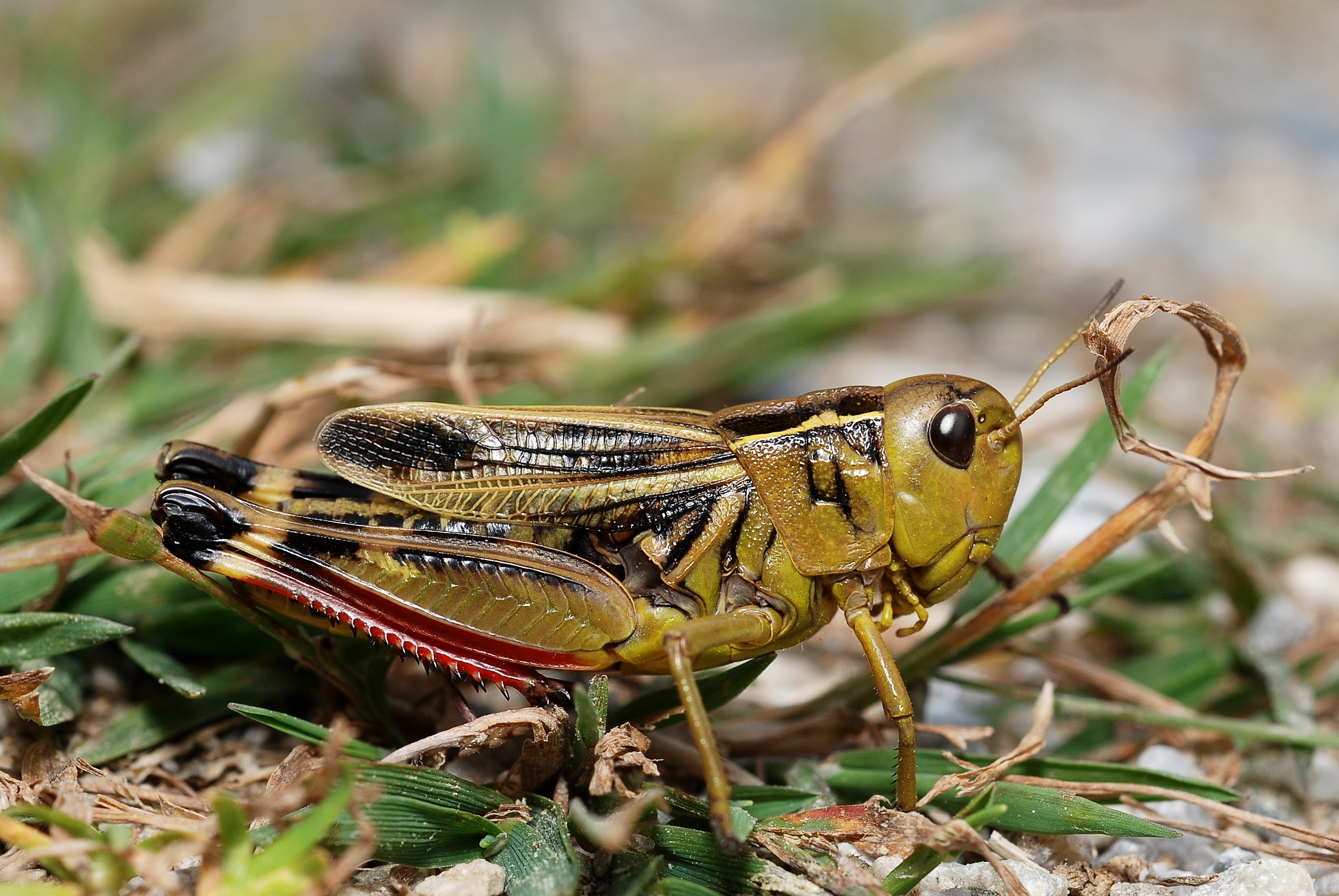
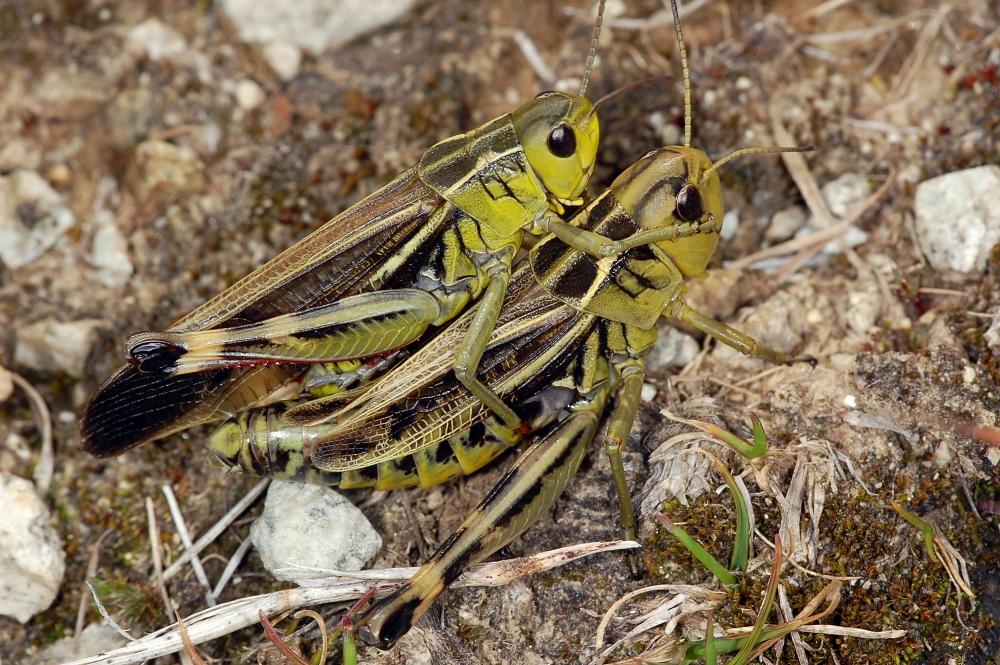